# Madlib
Madlib, pseudonimo di Otis Jackson, Jr. (Oxnard, 24 ottobre 1973), è un beatmaker, polistrumentista, rapper e produttore discografico statunitense.

## Biografia
Conosciuto con una miriade di pseudonimi, è uno dei più prolifici e acclamati produttori di hip hop degli anni 2000 e ha collaborato con numerosi artisti hip hop, compreso Tha Alkaholiks, Mos Def, De La Soul, Ghostface Killah, Talib Kweli, Show & AG, Dre Silkk, MF DOOM, Freddie Gibbs e J Dilla.
Madlib si descrive come prima di tutto DJ, poi produttore, e infine MC.

## Discografia

### Album da solista
- 2000 - The Unseen (come Quasimoto)
- 2003 - Shades of Blue
- 2004 - Theme for a Broken Soul (come DJ Rels)
- 2005 - The Further Adventures of Lord Quas (come Quasimoto)
- 2008 - WLIB AM: King of the Wigflip
- 2013 - Yessir Whatever (come Quasimoto)
- 2014 - Piñata Beats
- 2014 - Rock Konducta Part 1 & Part 2
- 2014 - The Beats (Our Vinyl Weighs a Ton Soundtrack)
- 2020 - Bandana Beats
- 2021 - Sound Ancestors

### Album collaborativi
- 1999 - Soundpieces: Da Antidote (con Wildchild e DJ Romes, come Lootpack)
- 2003 - Champion Sound (con J Dilla, come Jaylib)
- 2004 - Madvillainy (con MF Doom, come Madvillain)
- 2007 - Liberation (con Talib Kweli)
- 2007 - Perseverance (con Percee P)
- 2008 - Sujinho (con Ivan Conti, come Jackson Conti)
- 2008 - Madvillainy 2 (con MF Doom, come Madvillain)
- 2010 - O. J. Simpson (con Guilty Simpson)
- 2010 - In Search of Stoney Jackson (con Strong Arm Steady)
- 2014 - Piñata (con Freddie Gibbs, come MadGibbs)
- 2015 - Trouble Knows Me (con Hemlock Ernst)
- 2015 - Bad Neighbor (con MED and Blu)
- 2019 - Bandana (con Freddie Gibbs, come MadGibbs)